# Holkov (nádraží)
Holkov je železniční stanice ležící severně od vesnice Holkov, místní části města Velešín, v okrese Český Krumlov v Jihočeském kraji. Leží na elektrizované jednokolejné trati České Budějovice – Summerau (25 kV, 50 Hz AC). 

## Historie

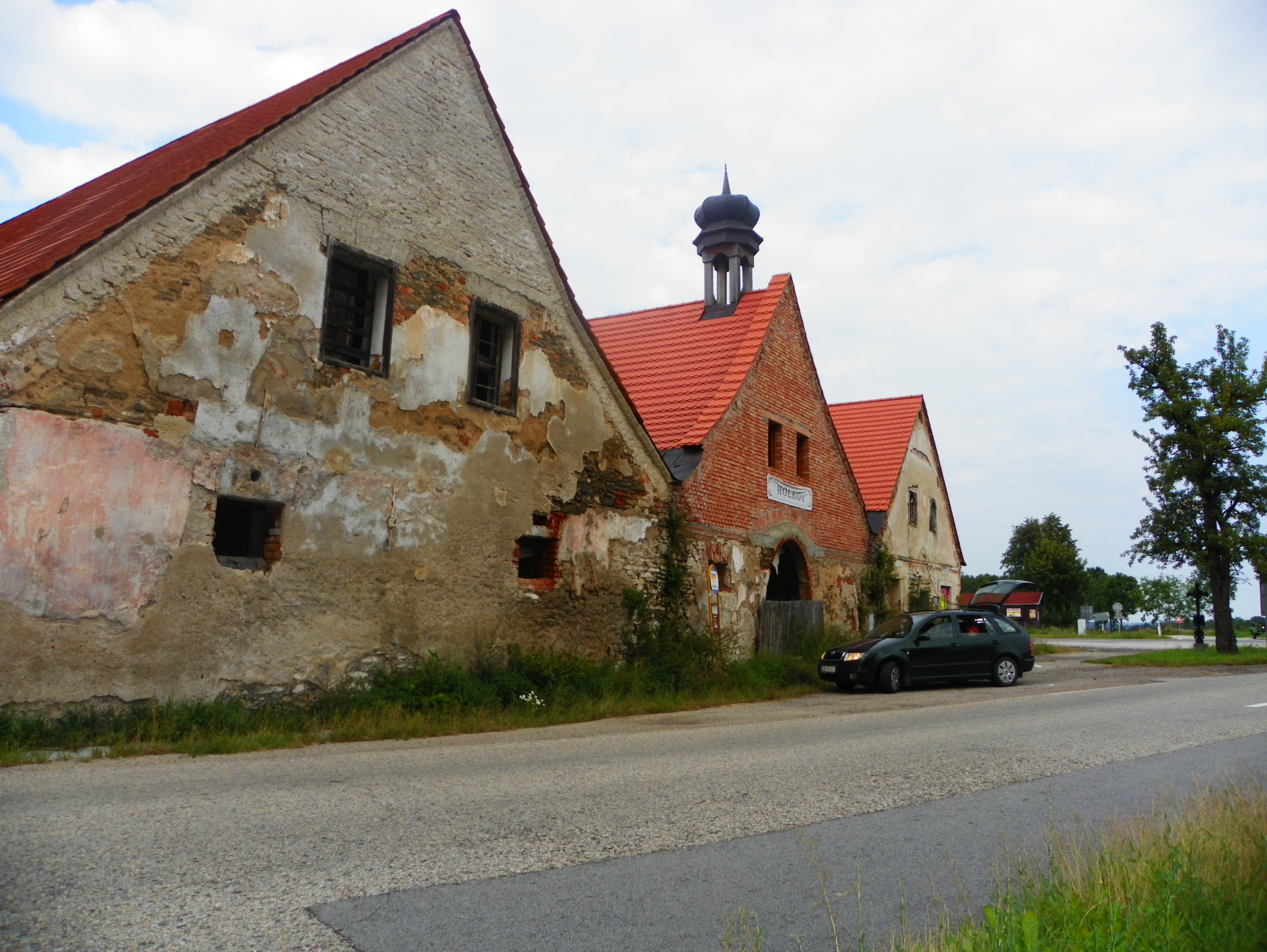
Původní budovy přepřahací stanice koněspřežné dráhy v Holkově

Provoz na trati byl zahájen v roce 1827 jakožto koněspřežný, v Holkově byla zřízena staniční budova a též přepřahací stanice se stájemi. Ve své době dopravně obsluhovala především nedaleké městečko Velešín. Po rozmachu parostrojních železnic v Rakousku-Uhersku v polovině 19. století bylo rozhodnuto o přestavbě dráhy na klasickou železnici nového typu a roku 1857 trať zakoupila společnost Dráha císařovny Alžběty (německy k.k. privilegierte Kaiserin Elisabeth-Bahn). Nová stanice vznikla asi kilometr severně od původního areálu traťových budov, otevřena byla s celým úsekem 1. prosince 1871.[zdroj?]
Po vzniku Československa v říjnu 1918 stanicí dne 20. prosince 1918 projel vlak, kterým prezident republiky Tomáš Garrigue Masaryk překročil hranici nového státu. Až do roku 1945 byla trať významnou mezistátní spojnicí s Rakouskem, po politických událostech tzv. února 1948, nástupu komunistického režimu v Československu a vzniku tzv. železné opony její význam prudce poklesl. Většina osobních vlaků tak končila cestu v hraniční stanici Horní Dvořiště. Ke zvýšení frekvence provozu následně došlo po Sametové revoluci v závěru roku 1989.[zdroj?]
Elektrizace stanice proběhla během rekonstrukce traťového úseku letech 2000–2001.[zdroj?]

## Popis
Nacházejí se zde dvě vnitřní jednostranná úrovňová nástupiště s příchodem k vlakům po centrálním přechodu přes koleje.